# Зелени чипкавац
Зелени чипкавац (лат. Pontia edusa) лептир је из породице белаца (лат. Pieridae).

## Опис
Дужина предњих крила износи 21—24 мм. Основна боја крила зеленог чипкаваца је бела, апикални део ћелије има велику црну мрљу, док је на апикалном делу крила црно-бело поље. Нерватура руба крила обележена је пигментисаним линијама црне боје. Доњу страну крила одликују препознатљиве ознаке, светлозелене до тамнозелене боје, које се обично спајају од основе до дискалног низа.
Гусеница има зеленосиву основну боју, при бази је уздужна сивозеленкаста линија, а паралелно с њом према леђима је наранџастосива линија. На сегментима су тачке од тамнозелене до црне боје. Најчешће се хране биљкама из породице купусњача. Активне су од маја до новембра. Кратке сете полазе са округлих, папилозних, црних основа различитих величина. Исте папиле налазе се и на главеној капсули. Стадијум у ком врста презимљава је стадијум лутке.

## Распрострањење
Ова врста је распрострањена у јужној Европи (јужна Француска, Италија, Корзика, Сардинија, Балканско полуострво), средњој Европи, Блиском истоку (Иран и Ирак). Миграторна је врста и може се сусрести и у Белгији, Холандији, Немачкој, Пољској и Швајцарској.

## Станиште
Може се наћи на ливадама, камењарима, на руралним местима (уз пут), посебно тамо где биљке хранитељке расту, на надморској висини од 0—2.300 m.

## Сезона лета
Зелени чипкавац је поливолтна врста. Лети од марта до половине октобра.

## Подврсте
- (Fabricius, 1777) (Финска, североисточна и југоисточна Централна Европа, Италија, Турска, Кавказ, Украјина и Русија)
- (Bienert, 1869) (Иран и Авганистан)
- (Fruhstorfer, 1908) (Туркестан)
- (Fruhstorfer, 1908) (Кина (Сечуан и Јунан))
- Fruhstorfer, 1910 (југозападна Кина)
- (Röber, 1907) (Кашмир, Белуџистан, Тибет, Јунан, југоисточна Кина и Тајланд)
- (Fruhstorfer, 1908) (јужна Кина, Кореја?)
- Hemming, 1934 (Сибир (Усури))